# Масюлис, Альгимантас Ионович
Альги́мантас Ио́нович Масю́лис (лит. Algimantas Masiulis, 10 июля 1931, Сурдегис, Литва  — 19 августа 2008, Каунас, Литва) — советский и литовский актёр театра и кино. Народный артист Литовской ССР (1981), Командор ордена Великого князя Гедиминаса.

## Биография
Альгимантас Масюлис родился 10 июля 1931 года в деревне Сурдегис на территории Аникщяйского района Литвы.
В 1948 году окончил студию при Паневежском драматическом театре.
С 1948 по 1978 год был актёром Паневежисского драматического театра, с 1978 года — Каунасского академического драматического театра.
В кино дебютировал в 1957 году в эпизодической роли офицера в фильме «Игнотас вернулся домой».
Всесоюзная и даже мировая известность пришли к актёру после выхода на экраны в 1966 году фильма Витаутаса Жалакявичуса «Никто не хотел умирать».
Масюлис был выдающимся характерным актёром. Он играл ярко, раскрывая характеры персонажей, умел вложить в создаваемый образ реальный жизненный материал.
В 1974 году Альгимантасу Масюлису было присвоено звание Заслуженного артиста Литовской ССР, а в 1981 году он получил звание Народного артиста Литовской ССР.
Масюлис сыграл около 160 ролей на сцене театра и около 100 на съёмочной площадке. Особенно запоминающимися его ролями были роли эсэсовских офицеров (штандартенфюрер Вилли Шварцкопф из «Щита и меча» (1968), обергруппенфюрер Фридрих Крюгер из «Думы о Ковпаке» (1975), штурмбанфюрер Зольдинг из «Судьбы» (1977) и т. д.), хотя многие в России помнят его и по ролям средневековых рыцарей в фильмах Сергея Тарасова «Стрелы Робин Гуда» (1975), «Баллада о доблестном рыцаре Айвенго» (1983) и «Чёрная стрела» (1985).
Последний раз Масюлис появился на экране в документальном фильме «Фрицы и блондинки» (2008) — лента про эволюцию кинообраза врага, в котором актёр снялся вместе с латышом Улдисом Лиелдиджем и эстонцем Тыну Аавом.
Скончался 19 августа 2008 года. Похоронен на Пятрашюнском кладбище в Каунасе.

## Признание и награды
- Заслуженный артист Литовской ССР (1974)[2]
- Народный артист Литовской ССР (1981)[2]
- Командор ордена Великого князя Литовского Гядиминаса (1996)[5]

## Творчество

### Фильмография
- 1957 — Игнотас вернулся домой  (Ignotas grįžo namo) — офицер
- 1957 — Утопленник (Skenduolis) — Йонас Шатас
- 1959 — Юлюс Янонис / Julius Janonis — Вацекас
- 1959 — Адам хочет быть человеком (Adomas nori būti žmogumi) — кельнер
- 1962 — Шаги в ночи / Žingsniai naktį — Кузминскас
- 1964 — Хроника одного дня / Vienos dienos kronika — Венцкус
- 1966 — Никто не хотел умирать — Миколас Локис
- 1966 — Чужое имя — Йохан, капитан абвера
- 1966 — Ночи без ночлега — Мечис
- 1968 — Чувства — Фердинанд, немецкий солдат
- 1968 — Сыны Отечества — Штумпф, комендант концлагеря Шпильхаузен
- 1968 — Щит и меч — штандартенфюрер Вилли Шварцкопф
- 1969 — Рокировка в длинную сторону — Доктор Брукс
- 1971 — Миссия в Кабуле — Герхард Эпп
- 1971 — Остров сокровищ — сквайр Трелони
- 1972 — Геркус Мантас — викинг Самилис
- 1972 — Это сладкое слово — свобода! — Перес
- 1972 — Круг — мистер Бербат
- 1973 — Человек в штатском — штандартенфюрер Швебе
- 1973 — Горя бояться — счастья не видать — Главный скоморох и начальник стражи
- 1973 — Крах инженера Гарина — Штуфен
- 1975 — Бриллианты для диктатуры пролетариата — Нолмар, резидент германской разведки
- 1975 — Время её сыновей — Литовко
- 1975 — Стрелы Робин Гуда — рыцарь Гай Гисборн
- 1975 — Дума о Ковпаке — обергруппенфюрер Фридрих Крюгер
- 1977 — Судьба — штурмбаннфюрер Зольдинг
- 1977 — Вооружён и очень опасен — адвокат Старботтл
- 1977 — Воскресная ночь — Владимир Михайлович Криница, учитель
- 1977 — Эхо в пуще
- 1977 — Обмен — Жилюс
- 1977 — Встреча на далёком меридиане — Хенкел
- 1977 — Ветер «Надежды» — иностранный вулканолог
- 1977 — Осень моего детства (Mano vaikystės ruduo) — Теофилис, землемер, бывший актёр
- 1978 — Крепость — оберштурмбанфюрер Зигфрид фон Эрлих
- 1978 — Бархатный сезон — Бернард
- 1978 — Жизнь Бетховена — Стефан Брейнинг
- 1979 — Последняя охота — Стюарт
- 1979 — Голубой карбункул — Шерлок Холмс
- 1979 — Антарктическая повесть — Пухов
- 1979 — Похищение «Савойи» — Макс Абендрот, нацистский преступник
- 1979 — Блуждающие огоньки (Žaltvykslės) — генерал
- 1980 — Факт — старик Пяцюконис
- 1981 — 34-й скорый — Борис
- 1981 — Чёрный треугольник — Фёдор Карлович Кербель
- 1981 — Американская трагедия — адвокат Джефсон
- 1981 — Крепыш — Шульц
- 1982 — Послезавтра, в полночь — Бартлей
- 1982 — Медовый месяц в Америке — Кукаускас
- 1982 — Если враг не сдаётся… — генерал Манштейн
- 1982 — Лето кончается осенью — Якимкус
- 1983 — Я, сын трудового народа — немецкий офицер фон Вирхов
- 1983 — Полёт через Атлантический океан — Нашлёнас
- 1983 — Баллада о доблестном рыцаре Айвенго — Принц Джон, брат короля Ричарда Львиное Сердце
- 1983 — Водитель автобуса — профессор
- 1984 — Европейская история — Коллер
- 1985 — Любимец публики — директор цирка
- 1985 — Чёрная стрела — Беннет Хэтч
- 1985 — Софья Ковалевская — Карл Вейерштрасс
- 1985 — Победа — президент США Трумэн
- 1986 — Тайны мадам Вонг — Стэн
- 1986 — Перехват — Мартин, американский дипломат-шпион
- 1986 — Чичерин — Локкарт, английский дипломат-шпион[6]
- 1986 — Покушение на ГОЭЛРО — Генрих фон Габт, полковник разведки
- 1986 — Лермонтов — Клейнмихель
- 1986 — Игра хамелеона — барон
- 1987 — В дебрях, где реки бегут… — Кассиди
- 1989 — Родные берега — пожилой иностранец
- 1989 — Вход в лабиринт — барон Фуггер
- 1992 — Сердца трёх — мистер Риган
- 2000 — Каменская-1. Стечение обстоятельств. Шестёрки умирают первыми — Евсей Ильич Дорман
- 2004 — Каунасский блюз — Вильгельм
- 2008 — Когда я был партизаном — старик